# باوریدن (کنارک)
۲۵°۳۳′۱۸″ شمالی ۶۰°۱۶′۴۹″ شرقی / ۲۵٫۵۵۵۰۰°شمالی ۶۰٫۲۸۰۲۸°شرقی
باوریدن، روستایی از توابع بخش مرکزی شهرستان کنارک در استان سیستان و بلوچستان ایران است.

## جمعیت
این روستا در دهستان بانسنت قرار دارد و براساس سرشماری عمومی نفوس و مسکن در سال ۱۳۹۵، جمعیت آن برابر با ۲۴۳ نفر (۶۹ خانوار) بوده‌است.